# Chyangli
Chyangli (nep. च्याङली) – gaun wikas samiti w zachodniej części Nepalu w strefie Gandaki w dystrykcie Gorkha. Według nepalskiego spisu powszechnego z 2001 roku liczył on 1328 gospodarstw domowych i 6517 mieszkańców (3473 kobiet i 3044 mężczyzn).